# 西直门
39°56′26″N 116°21′20″E / 39.94048°N 116.355425°E

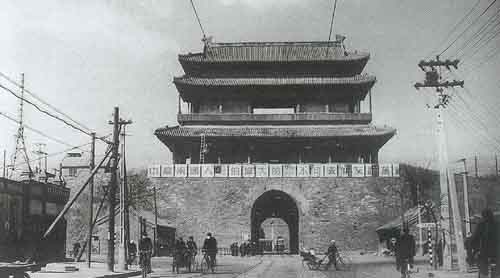
1953年的西直门城楼

西直门，原指北京城墙西北方开设的城门，在阜成门和德胜门之间。元代称为和义门，明英宗正统年间改名西直门。在北京内城九门中，西直门的规模仅次于正阳门。西直门是北京城门里离玉泉山最近的一个，每日供应皇宫的水车出入此门，因此在古时也称为水门。西直门城楼、箭楼形制与东直门相似，城楼宽32米，深15.6米，城楼连同城台通高32.75米。瓮城宽68米，深62米，南侧辟闸楼、券门，西直门关帝庙位于瓮城东北角，南向，1950年代被拆除。

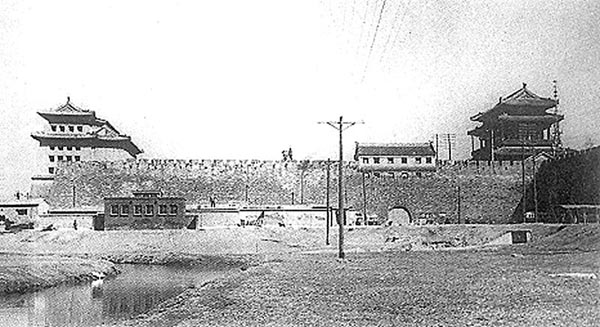
1954年的西直门城楼

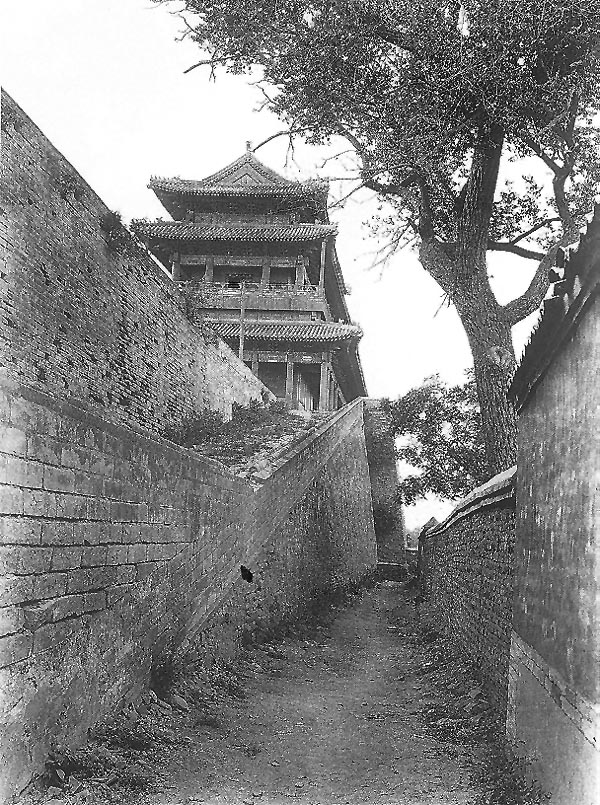
1930年的西直门城楼

## 历史
原址为元大都和义门。永乐十七年取西方属义之理改为现名。和义门瓮城修建于元顺帝至正十九年，明初又继续使用了60多年，直至正统年间统一重修城门时才被包砌入箭楼城台中。
由于北京城内水质不佳，皇宫用水皆取自玉泉山，每天清晨，水车从西直门入城。因此西直门多走水车，其标志也就是瓮城的一块刻着水纹的石头。
西直门是北京最后一座保存完整的城门，但1969年修建北京地铁时仍将瓮城、箭楼、城楼全部拆除。其间曾在箭楼城台中发现元代修建的和义门瓮城门洞，但亦被拆除。后修建了西直门立交桥，西直门就成了北京二环路上的地名。
现在的西直门泛指以西直门立交桥为中心辐射1公里左右的地区，包括西直门内大街、西直门外大街、西直门北大街，西直门南大街等地。

## 交通枢纽
西直门是北京城区西北区域的一个包括公路，铁路，地铁、公交、长途车的交通枢纽。除了公路网连接北二环，西二环，学院路，紫竹院路两条快速路以外，附近还有北京北站，北京地铁 █ 2号线、 █ 4号线和 █ 13号线的换乘站西直门站，以前还曾有西直门长途汽车站，主要发往承德、张家口、内蒙古方向，2005年已迁至六里桥长途汽车站。
西直门周边的商业环境也日益完善。

## 外部連結
维基共享资源上的相關多媒體資源：西直门
- 老北京網的西直門圖片集 （页面存档备份，存于）